# Mölln

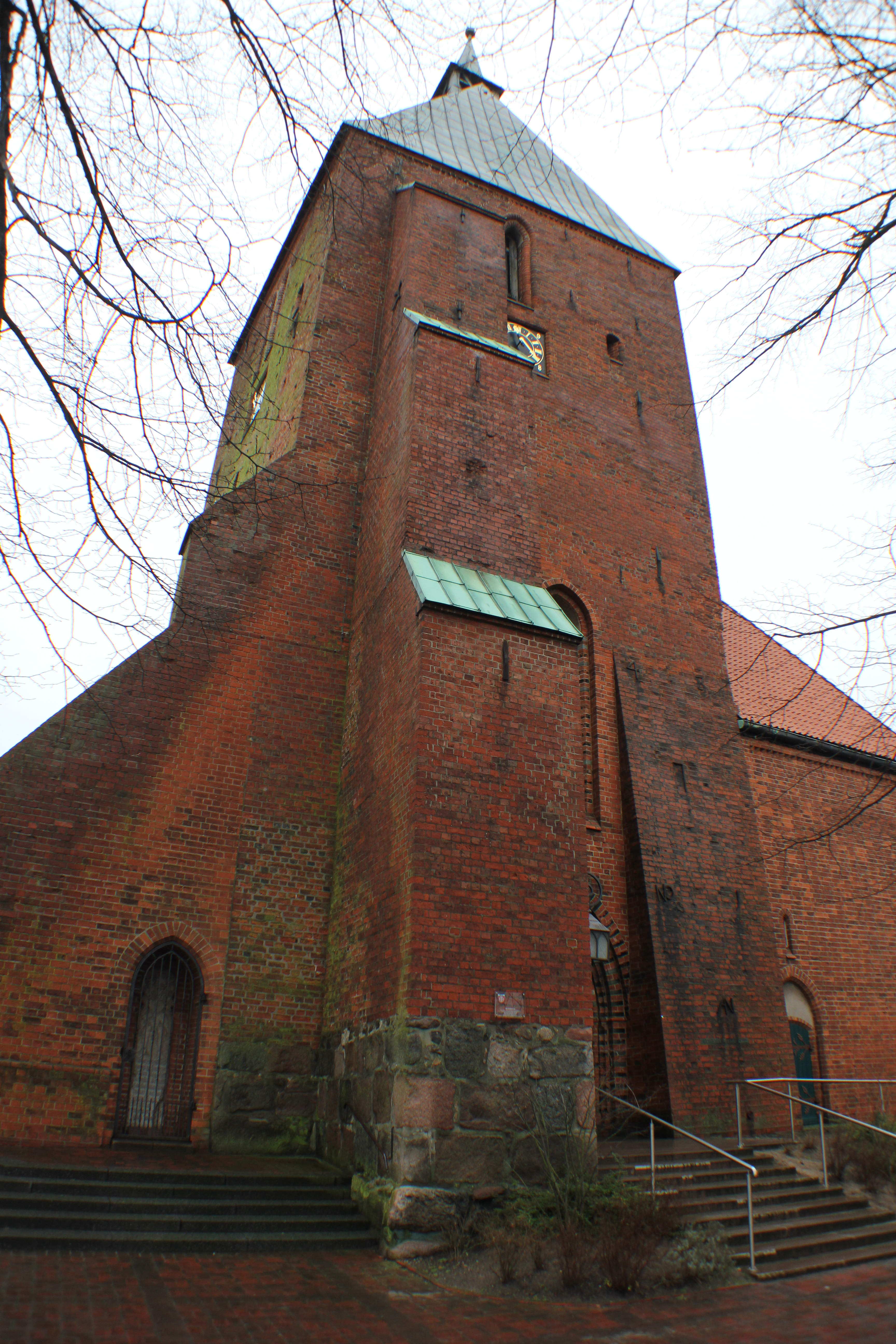
Kyrkan St. Nicolai

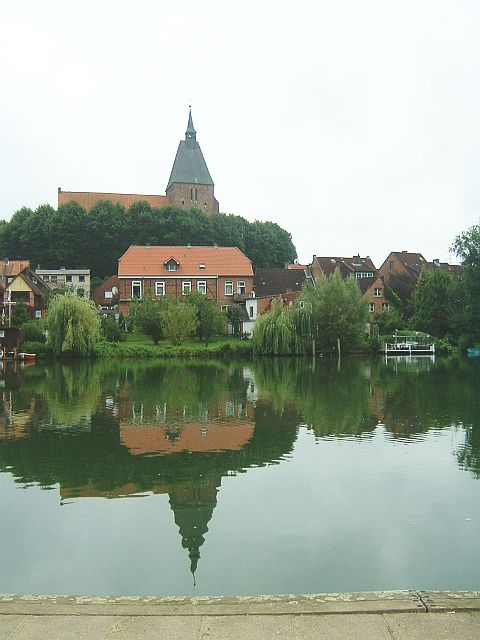
Vattenspegel i Mölln

Mölln är en stad i det tyska förbundslandet Schleswig-Holstein som har ungefär 20 000 invånare. Enligt legenden dog Till Eulenspiegel 1350 antingen i Mölln eller i Lüneburg.